# Judith Baca

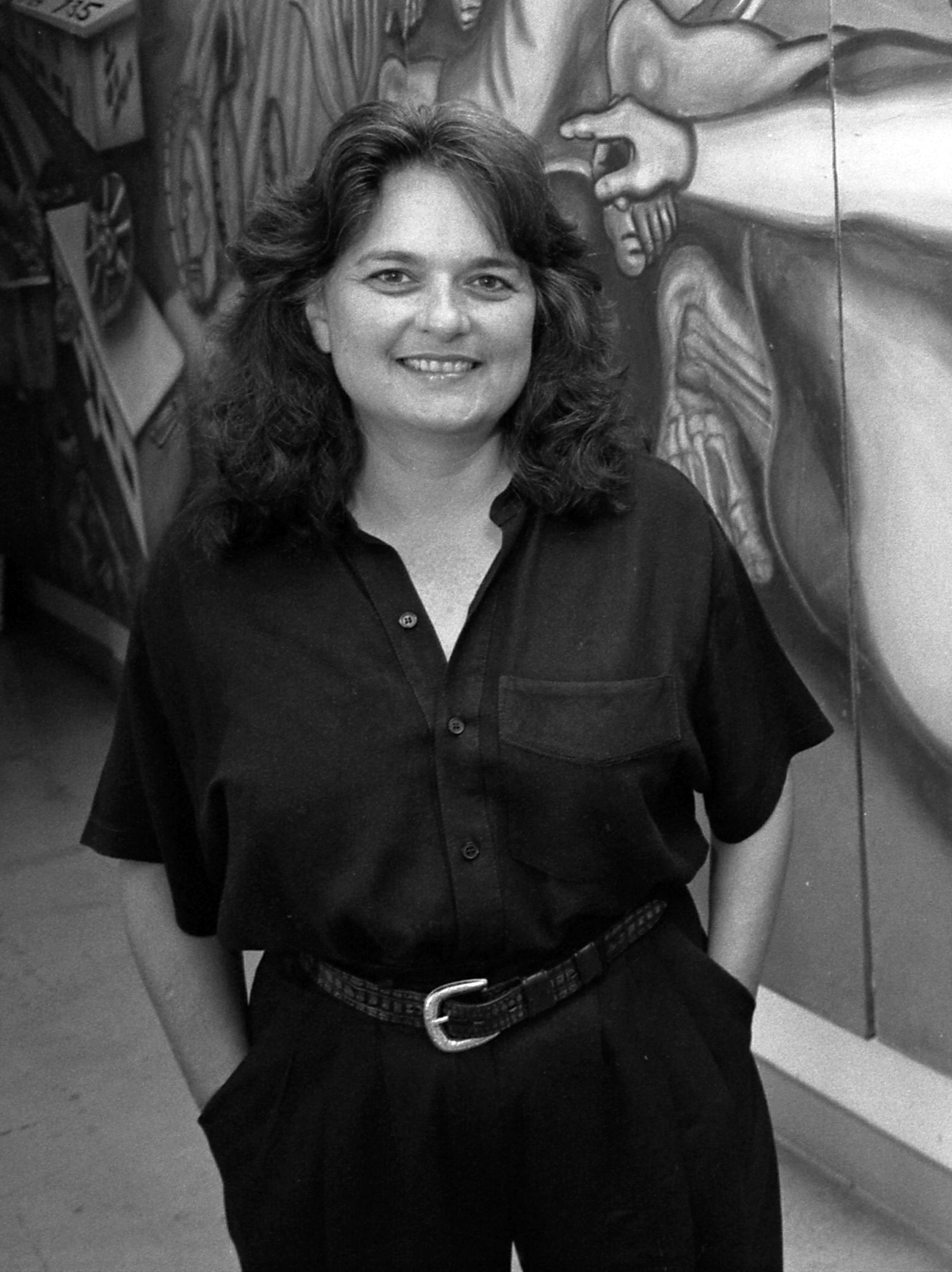
Judith Baca (1988)

Judy Francisca Baca (* 20. September 1946 in Los Angeles, Kalifornien) ist eine US-amerikanische Installationskünstlerin, Wandmalerin, Aktivistin und Hochschullehrerin. Sie ist emeritierte Professorin der University of California Los Angeles (UCLA), wo sie von 1980 bis 2018 Seniorprofessorin in den Abteilungen Chicano-Studies und World Art and Cultures war.

## Leben und Werk

Great Wall of Los Angeles von Judy Baca am Tujunga Wash

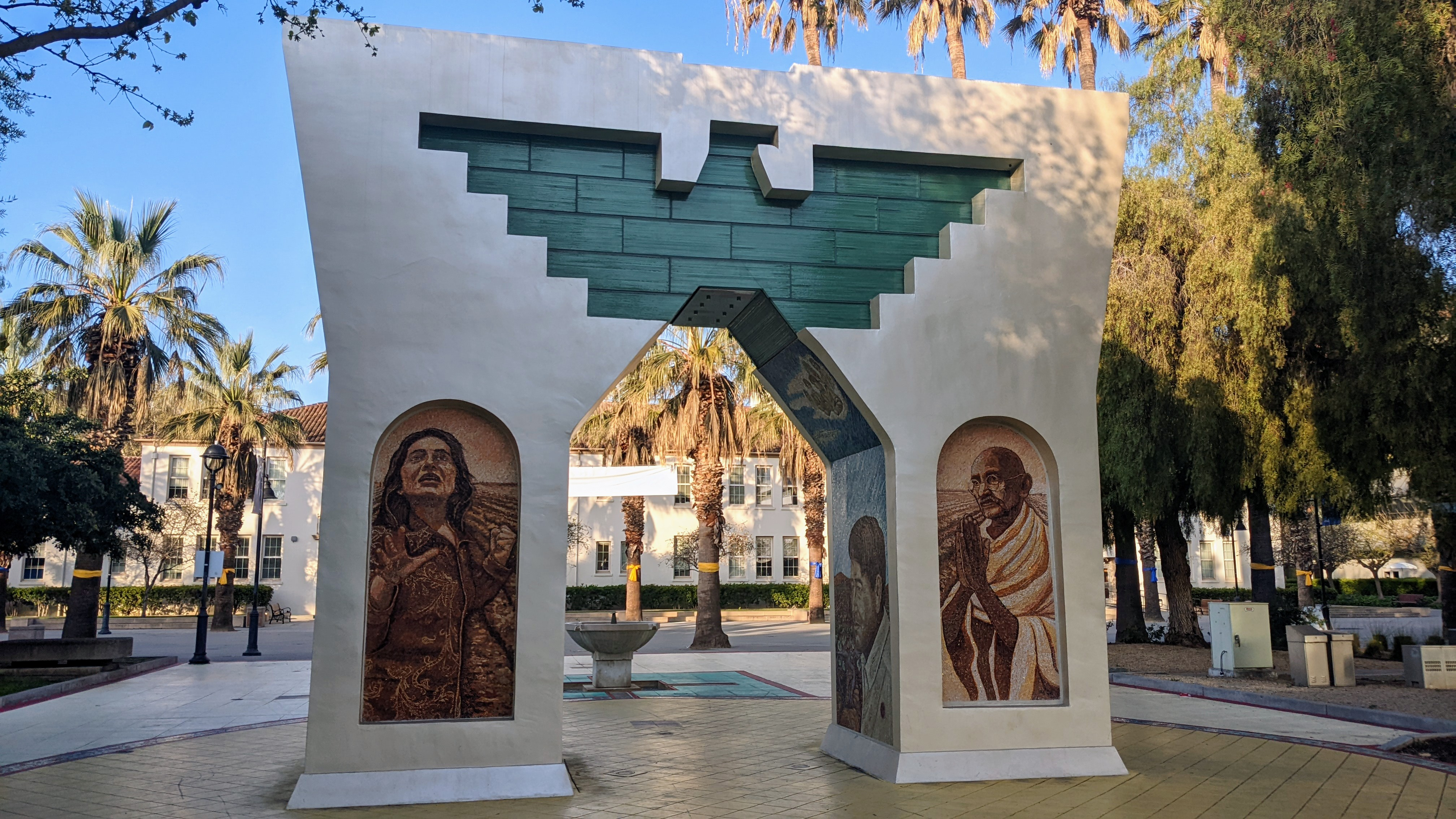
Dieses Denkmal zum Gedenken an das Leben von Cesar Chavez befindet sich auf dem Campus der San Jose State University in der Innenstadt von San Jose. Der Bogen wird von einem Adler gekrönt, dem Symbol der United Farm Workers, und umfasst Mosaikwandbilder von Cesar Chavez und Dolores Huerta, um ihre Siege für kalifornische Landarbeiter mit einem Mosaik von Mahatma Gandhi zu feiern. (2008)

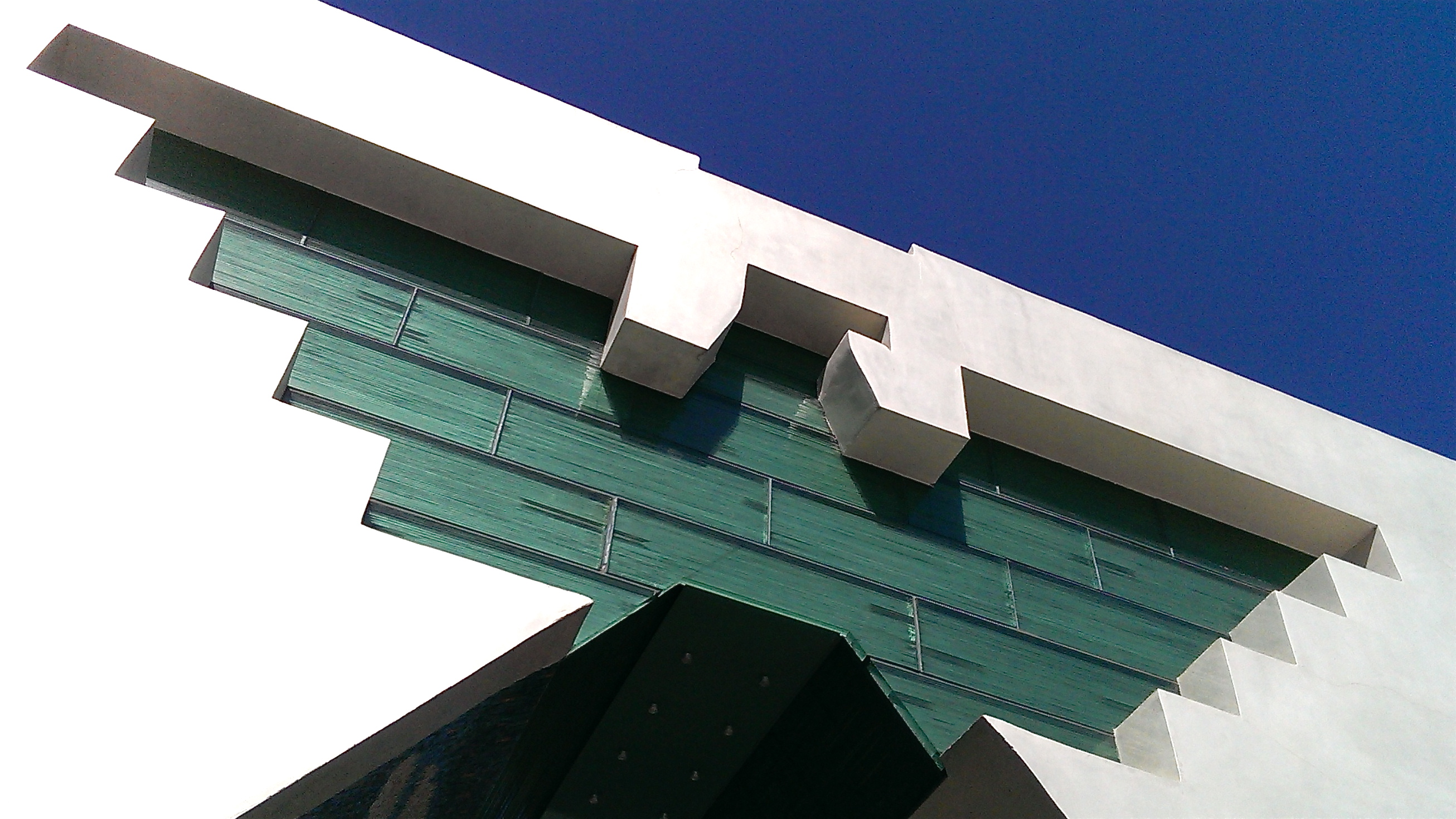
Der Bogen der Würde, Gleichheit und Gerechtigkeit, Judith F. Baca, San José State University, San Jose

Baca ist die Tochter mexikanisch-amerikanischer Eltern und wurde von ihrer Mutter Ortencia großgezogen. Sie wuchs im Stadtteil Watts und in Pacoima in Los Angeles auf. Nach ihrem Schulabschluss 1964 studierte sie Kunst an der California State University, Northridge, wo sie Geschichte und Pädagogik als Nebenfach belegte. 1969 erwarb sie den Bachelor of Arts und 1979 den Master of Fine Arts.
Ihr erstes großformatiges Wandgemälde schuf sie als Lehrerin an der Bishop Alemany High School, die sie als Jugendliche besucht hatte. Als sich herausstellte, dass Baca und mehrere andere Lehrer während des Chicano-Moratoriums bei Protestkundgebungen anwesend waren, entließ der Schulleiter sie mit der Begründung, die Schule müsse sich von allen aktivistischen Lehrern trennen.
In den 1970er Jahren initiierte sie das Citywide Mural Project unter der Schirmherrschaft des Los Angeles Parks and Recreation Department. 1976 gründete Baca zusammen mit der Filmemacherin und Regisseurin Donna Deitch und der Künstlerin und Lehrerin Christina Schlesinger das Social and Public Art Resource Center (SPARC) in Venice, Kalifornien. Das SPARC befasst sich mit den Identitäten und Anliegen unterrepräsentierter Bevölkerungsgruppen wie Frauen, Einwanderer und wirtschaftlich Benachteiligter.
1976 begann sie mit dem Malen eines ihrer wichtigsten gemeinsamen Wandgemäldeprojekte, der Great Wall of Los Angeles, das auch als ihre Masterarbeit fungierte. Das Wandgemälde befindet sich im San Fernando Valley und ist mit einer Länge von mehr als einer halben Meile das längste Wandgemälde der Welt. Das als Denkmal der interrassischen Harmonie beschriebene Projekt stellt die Geschichte Kaliforniens entlang des Tujunga Wash im San Fernando Valley dar. Der Wandgemäldeprozess beschäftigte mehr als 400 Jugendliche und ihre Familien mit unterschiedlichem sozialen und wirtschaftlichen Hintergrund, Künstler, Oralhistoriker und Wissenschaftler. 2017 erhielt die Great Wall of Los Angeles vom US-Innenministerium die nationale Anerkennung im National Register of Historic Places.
1980 wurde sie Professorin an der University of California, zunächst in Irvine und seit 1996 an der UCLA.
1988 entwickelte sie auf Wunsch von Bürgermeister Tom Bradley ein neues Stadtwandbildprogramm, das auf dem früheren Erfolgsmodell der Great Wall of Los Angeles basierte. Dieses Programm mit dem Titel Great Walls Unlimited: Neighborhood Pride Program hat über 85 Wandgemälde in fast jeder ethnischen Gemeinschaft in Los Angeles produziert. Es ermöglichte Hunderten von Künstlern und Jugendlichen eine Ausbildung und ist damit eines der angesehensten Wandbildungsprogramme des Landes.
Sie gründete und leitet das UCLA@SPARC Digital Mural Lab, in dem Studenten mit Historikern und Gemeindemitgliedern zusammenarbeiten, um öffentliche Kunstprojekte zu entwerfen.
Ihre Arbeiten befinden sich in den Sammlungen des Smithsonian American Art Museum in Washington, D.C., im Wadsworth Atheneum in Hartford und im Museum of Modern Art in New York.
In dem Dokumentarfilm !Woman Art Revolution (!WAR) von Lynn Hershman Leeson aus dem Jahr 2010 erklärt Baca, wie sie sich selbst positioniert.
2012 benannte der Los Angeles Unified School District eine Schule nach ihr, die Judith F. Baca Arts Academy, die sich in ihrem Geburtsort Watts befindet.

## Ausgewählte Gruppenausstellungen und öffentliche Aufträge
- 1976: Las Chicanas: Venas de la mujer, Woman’s Building, Los Angeles
- 1984: Hitting the Wall: Women in the Marathon, Wandgemälde im Auftrag des Olympischen Organisationskomitees, Harbor Freeway [110] North, Ausfahrt Fourth Street, Los Angeles
- 1986: (fortlaufend) The World Wall: A Vision of the Future without Fear (tragbare Wandtafeln); an mehreren internationalen Veranstaltungsorten ausgestellt
- 2011: Under the Big Black Sun: California Art, 1974–1981, Museum of Contemporary Art, Los Angeles
- 2013: Richmond Identities: Extraordinary Lives / Ordinary People, Richmond Senior Center, Richmond

## Auszeichnungen (Auswahl)
- 1996: Women’s Caucus for Art Lifetime Achievement Award
- 2001: Upton Sinclair Creative Vision Award, Liberty Hill Foundation
- 2003: Guggenheim-Stipendium
- 2009 „Through the Flower“ Feminist Pioneer Award, Judy Chicago Foundation
- 2010: National Award in Public Art, Americans for the Arts
- 2011: Outstanding Latino/a Cultural Award in Fine Arts, American Association of Hispanics in Higher Education
- 2012: Urban Legend Award für ihr Lebenswerk
- 2015: United States Artist Rockefeller Fellowship
- 2016: Künstlerstipendium der Vereinigten Staaten